# Кирьяков, Клавдий Афанасьевич
Кла́вдий Афана́сьевич Кирьяко́в (1792—1863, по другим данным, после 1866) — купец, московский городской голова, потомственный почётный гражданин.

## Биография
Родился в 1792 г. в семье московского купца 2-й гильдии Кадашевской слободы Афанасия Абрамовича Кирьякова.
С 1 января по 10 августа 1849 года — московский городской голова.
В 1825—1827 гг. — член торговой депутации Московского градского общества.
В 1829—1830 гг. — член Комиссии по московской ссуде
В 1832—1837 гг. входил в Комитет для построения в Москве биржи.
В 1837—1840 гг. — заседатель Московской гражданской палаты.
С 1839 г. — почётный член совета Московского коммерческого училища.
В 1849 — председатель Московского биржевого комитета.
Являлся покровителем Церкви Николая Чудотворца, что в Подкопаях.
C 1809—1854 владел усадьбой в Хитровском переулке (Объект культурного наследия федерального значения (Постановление Совета Министров РСФСР № 624 от 04.12.1974 г.) — городская усадьба Лопухиных — Волконских — Кирьяковых — доходное владение Буниных (сер. XVIII в. — нач. XIX в.) — Главный дом — доходный дом (сер. XVIII в., 1878 г., 1900 г.). Здесь 25 декабря 1871 года родился выдающийся русский композитор и пианист А. Н. Скрябин (современный адрес Хитровский переулок, д.3/1, стр.2, 3).

## Семья
Супруга — Анна Ивановна Кирьякова (р. 1799)
Дети — Александр Клавдиевич Кирьяков (р. 1818); Александра Клавдиевна Кирьякова, замужем за поручиком Буниным.